# Martin Gilbert
Sir Martin Gilbert (Londra, 25 ottobre 1936 – Londra, 3 febbraio 2015) è stato uno storico inglese, ha pubblicato 88 libri: dai numerosi lavori su Winston Churchill - di cui scrisse la biografia ufficiale in più volumi - al XX secolo, sulla storia degli ebrei, incluse varie opere sull'Olocausto; alcuni di questi sono tradotti in italiano.

## Biografia
Gilbert nacque a Londra, primo figlio di Peter Gilbert, un gioielliere di Londra, e della moglie Miriam; il nome originale della famiglia era Goldberg. I suoi quattro nonni erano tutti nati nella Zona di residenza dell'Impero russo. Nove mesi dopo lo scoppio della seconda guerra mondiale, fu evacuato in Canada, dove passò parte dell'infanzia, come molti ragazzini britannici: erano stati mandati nel Nord America per salvaguardare le vite dei civili dalle incursioni aeree tedesche sulle Isole britanniche. La sua curiosità sugli eventi bellici nacque proprio dai vividi ricordi del viaggio transatlantico da Liverpool al Quebec.
Dopo la guerra, Gilbert frequentò l'Highgate School di Londra, dove ebbe per insegnante di Storia Alan Palmer, esperto dei Balcani, e di politica T. N. Fox. Dopo il diploma, egli svolse due anni di servizio militare nei corpi di intelligence. Poi frequentò il Magdalen College all'Università di Oxford, dove si laureò in Storia moderna nel 1960: qui uno dei suoi tutor era il professore A. P. J. Taylor. Intraprese una ricerca postlaurea al St Antony's College di Oxford.

## Carriera
Nell'ottobre 1962, dopo due anni di ricerche di dottorato, Gilbert fu coinvolto da Randolph Churchill, il figlio del grande primo ministro britannico, per assisterlo come collaboratore nel gruppo di ricerca impegnato nel lavoro di scrittura della biografia ufficiale del padre, Sir Winston Churchill, a quel tempo ancora vivo, anziano e malandato di salute. Lo stesso anno, divenne Fellow del Merton College, ad Oxford, dove fece parte dello stesso circolo di accademici che includeva a quel tempo C.S. Lewis e J.R.R. Tolkien. Egli spese gli anni successivi combinando le proprie ricerche accademiche a Oxford con il lavoro nel team di studiosi di Randolph Churchill nel Suffolk, il quale stava redigendo i primi due volumi della biografia di Churchill. Quando Randolph morì nel 1968, a Gilbert fu commissionato di completare i rimanenti sei principali volumi della monumentale biografia.
Gilbert spese i 20 anni seguenti sulla progettata biografia di Churchill, pubblicando contemporaneamente altri volumi storici e atlanti nel frattempo. Ciascun volume della biografia è accompagnato da due o tre volumi di documenti, inizialmente chiamati Companions, cosicché l'intera biografia consta di ben 28 volumi, per un totale di più di trentamila pagine (dopo la morte di Gilbert, gli ultimi sei volumi di documenti sono stati pubblicati a cura di Larry P. Arnn). Nel 1971, Michael Foot, recensendo il primo volume della biografia di Gilbert di Churchill sul New Statesman, ne lodò la qualità e il meticoloso lavoro scrivendo: «Chiunque abbia preso la decisione di fare di Martin Gilbert il biografo di Churchill merita un voto di ringraziamento da parte della nazione. Nulla di meno sarebbe sufficiente». In Italia, la biografia è uscita per l'editore Mondadori nel 1992, che traduce però solo il volume Churchill, A Life - l'edizione condensata in unico volume della sterminata biografia, apparso nel 1991 - poi continuamente ristampata negli Oscar Mondadori. Gilbert ha collaborato alla realizzazione dello sceneggiato Le sconfitte di un vincitore: Winston Churchill 1928-1939, tratto dal quinto volume della biografia.
Altre sue celebri opere sono le storie della seconda e della prima guerra mondiale - tradotti in Italia coi titoli La grande storia della Seconda Guerra Mondiale e La grande Storia della Prima Guerra Mondiale - i molti volumi sulla storia degli ebrei, compresi quelli sullo sterminio degli ebrei d'Europa - l'Olocausto - e quelli sul XX secolo. Le sue opere sono caratterizzate da una profonda chiarezza nell'esposizione di eventi complessi, come per l'obiettiva presentazione e rappresentazione di persone ed idee. Egli presta grande attenzione per l'aspetto umano della storia, ad esempio nelle storie delle due guerre mondiali: oltre alle descrizioni di tattiche e strategie militari, egli lascia spazio a lettere e testimonianze dal fronte, che l'autore raccolse personalmente presso le famiglie dei soldati.
Nel 1995, fu insignito dell'Ordine dell'Impero Britannico dalla Regina Elisabetta II.
(Motivazione della nomina)
Gilbert fu anche Fellow onorario del Merton College dell'Università di Oxford. Visse gli ultimi anni della sua vita a Londra e dal 2002 fu Distinguished Fellow dell'Hillsdale College in Michigan. Nel 2005 lo storico rischiò di perdere la vita nella metropolitana di Londra, durante gli attentati del 7 luglio.
Tra il 2006 e il 2007 occupò la cattedra al Dipartimento di Storia dell'University of Western Ontario in Canada.
Nel marzo 2012, durante un viaggio a Gerusalemme, Gilbert sviluppò un'aritmia cardiaca, dalla quale non si riprese più. Morì a Londra il 3 febbraio 2015, all'età di 78 anni. Gilbert chiese di esser seppellito in Israele.

## Opere

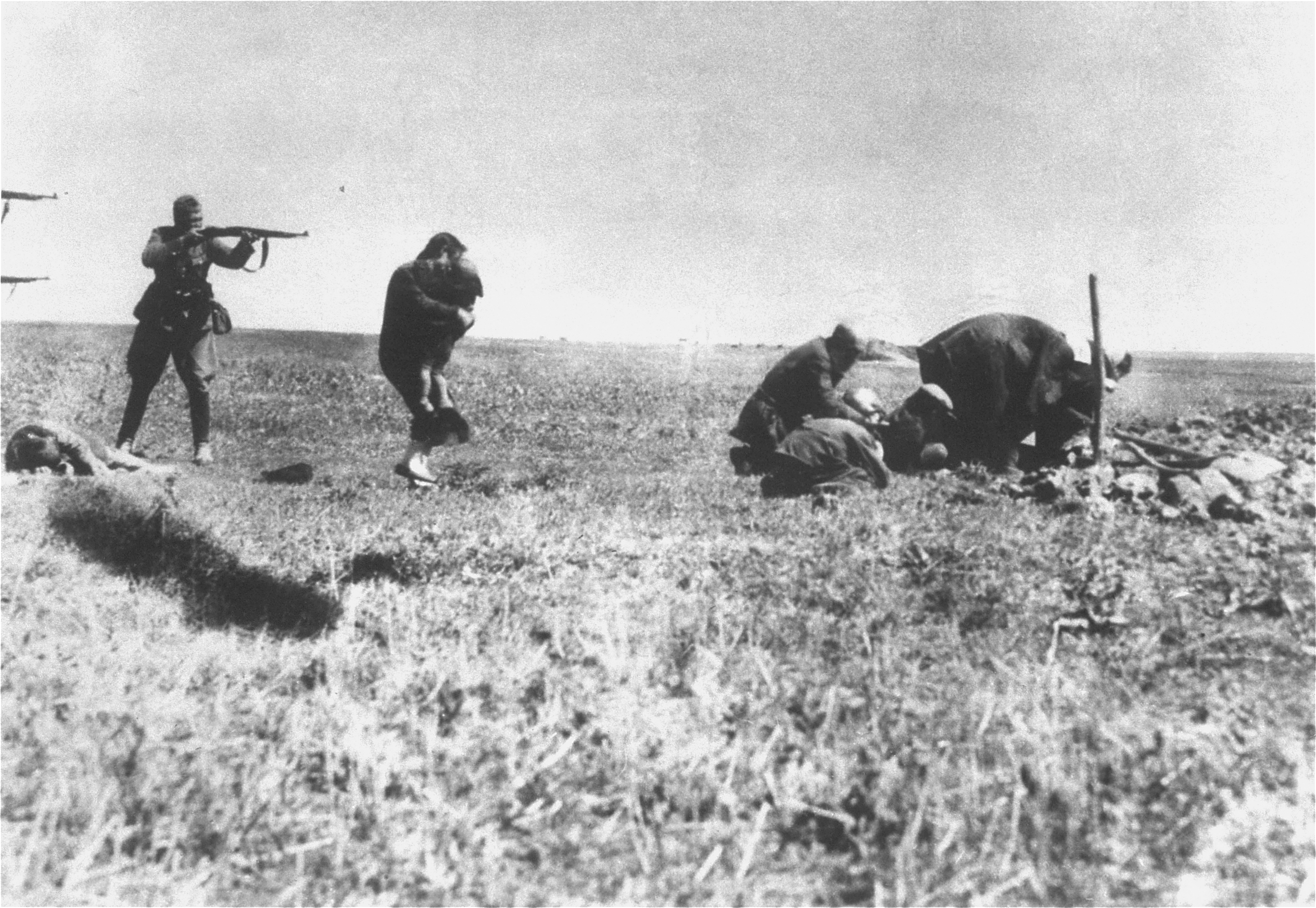
Esecuzione di ebrei a Kiev, foto pubblicata su The Holocaust

### Biografia di Winston Churchill
(I volumi 1 e 2 sono in realtà stati scritti dal figlio di Winston Churchill, Randolph)
- Winston S Churchill, Volume Three: The Challenge of War: 1914-1916, (1971)
- Winston S Churchill, Volume Four: World in Torment 1917-1922, (1975)
- Winston S Churchill, Volume Five: Prophet of Truth 1922-1939, (1979)
- Winston S Churchill, Volume Six: Finest Hour 1939-1941, (1983)
- Winston S Churchill, Volume Seven: Road to Victory 1941-1945, (1986)
- Winston S Churchill, Volume Eight: Never Despair 1945-1965, (1988)

#### I volumi accessori alla biografia
I volumi di documenti annessi ad ognuno degli otto volumi della biografia di Churchill all'inizio erano chiamati Companion, pubblicati dall'Editore Heinemann; i volumi riguardanti la Seconda Guerra Mondiale avevano invece il titolo The Churchill War Papers. I primi cinque volumi furono pubblicati a cura di Randolph Churchill. Oggi questi tomi, in tutto ben 23, sono pubblicati col titolo The Churchill Documents, numerati dall'1 al 23. Qui si riportano i titoli attualmente in commercio.
Dopo la morte di Gilbert, tra il 2015 e il 2019 sono usciti i sei volumi conclusivi di documenti, a cura dello studioso americano Larry P. Arnn, ex assistente di Gilbert, che riportano anche il nome di Martin Gilbert quale curatore.
- a cura di R. Churchill, The Churchill Documents, Volume 1: Youth 1874-1896 (1972)[1]
- a cura di R. Churchill, The Churchill Documents, Volume 2: Young Soldier 1896-1901 (1972)
- a cura di R. Churchill, The Churchill Documents, Volume 3: Early Years in Politics 1901-1907 (1977)[2]
- a cura di R. Churchill, The Churchill Documents, Volume 4: Minister of the Crown 1907-1911 (1977)
- a cura di R. Churchill, The Churchill Documents, Volume 5: At the Admiralty 1911-1914 (1977)
- The Churchill Documents, Volume 6: At the Admiralty July 1914-April 1915
- The Churchill Documents, Volume 7: "The Escaped Scapegoat", May 1915-December 1916
- The Churchill Documents, Volume 8: War and Aftermath, December 1916-June 1919
- The Churchill Documents, Volume 9: Disruption and Chaos, July 1919-March 1921
- The Churchill Documents, Volume 10: Conciliation and Reconstruction: April 1921-November 1922
- The Churchill Documents, Volume 11: The Exchequer Years, 1922-1929, (1979)
- The Churchill Documents, Volume 12, The Wilderness Years, 1929-1935, (1981)
- The Churchill Documents, Volume 13: The Coming of War, 1936-1939, (1982)
- The Churchill Documents, Volume 14: At The Admiralty: September 1939-May 1940, (1993)
- The Churchill Documents, Volume 15: Never Surrender: May 1940-December 1940, (1995)
- The Churchill Documents, Volume 16: The Ever-Widening War: 1941, (2000)
- The Churchill Documents, Volume 17: Testing Times: 1942, (2014)
- a cura di Larry P. Arnn, The Churchill Documents, Volume 18: One Continent Redeemed, January-August 1943, (2015)
- a cura di Larry P. Arnn, The Churchill Documents, Volume 19: Fateful Questions, September 1943 to April 1944, (2017)
- a cura di Larry P. Arnn, The Churchill Documents, Volume 20: Normandy and Beyond, May-December 1944, (2018)
- a cura di Larry P. Arnn, The Churchill Documents, Volume 21: The Shadows of Victory, January-July 1945, (2019)
- a cura di Larry P. Arnn, The Churchill Documents, Volume 22: Leader of the Opposition, August 1945 to October 1951, (2019)
- a cura di Larry P. Arnn, The Churchill Documents, Volume 23: Never Flinch, Never Weary, November 1951 to February 1965, (2019)

### Altri libri su Winston Churchill
- Winston Churchill, (1966) [breve biografia ad uso delle scuole]
- Churchill: Great Lives Observed, (1967)
- Churchill: A Photographic Portrait, (1974)
- Churchill: An Illustrated Biography, (1979)
- Churchill's Political Philosophy, (1981)
- Winston Churchill: The Wilderness Years, (1981)
- Churchill (Churchill, A Life, 1991), traduzione di Davide Panzieri, Collezione Le Scie, Milano, Mondadori, 1992, ISBN 978-88-043-6047-6. - Collana Oscar Storia, Mondadori, 1994.
- In Search of Churchill, (1994)
- Winston Churchill and Emery Reves, Correspondence 1937-1964, curatela (1997)
- Churchill at War: His 'Finest Hour' in Photographs, 1940-1945, (2003)
- Continue to Pester, Nag and Bite (2004), anche col titolo Winston Churchill's War Leadership
- Churchill and America (2005)
- Will of the People, (2006)
- Churchill and the Jews, (2007)
- Churchill: The Power of Words, (2012)

### Altre biografie e saggi storici
- The Appeasers, con Richard Gott, (1963)
- Britain and Germany Between the Wars, curatela, (1964)
- The European Powers 1900-1945, (1965)
- Plough My Own Furrow: The Life of Lord Allen of Hurtwood, curatela, (1965)
- Recent History Atlas, 1860-1960, (1965)
- The Roots of Appeasement, (1966)
- Servant of India, curatela, (1966) studio sul dominio imperiale in India dal 1905 al 1910, come raccontato attraverso le corrispondenze e i diari di Sir James Dunlop-Smith, Segretario Privato del Viceré d'India
- Lloyd George: Great Lives Observed, curatela, (1968)
- British History Atlas, (1968)
- American History Atlas, (1968)
- Atlante di storia ebraica (Jewish History Atlas, 1969), traduzione di V. Lucattini Vogelmann, Firenze, Giuntina, 2006,  p. 137, ISBN 978-88-859-4382-7.
- The Second World War, (1970) [per uso scolastico]
- First World War Atlas, (1971)
- Russian History Atlas, (1972)
- Sir Horace Rumbold: Portrait of a Diplomat, 1869-1941, (1973)
- The Arab-Israeli Conflict: Its History in Maps, (1974)
- The Jews of Arab Lands: Their History in Maps, (1976)
- The Jews of Russia: Their History in Maps and Photographs, (1976)
- Jerusalem Illustrated History Atlas, (1977)
- Exile and Return: The Emergence of Jewish Statehood, (1978)
- The Holocaust, Maps and Photographs, (1978) [per uso scolastico]
- Final Journey: The Fate of the Jews of Nazi Europe, (1979)
- Children's Illustrated Bible Atlas, (1979)
- Auschwitz and the Allies, (1981)
- Atlas of the Holocaust, (1982)
- Jews of Hope, The Plight of Soviet Jewry Today, (1984)
- Jerusalem: Rebirth of a City, (1985)
- The Holocaust: The Jewish Tragedy, (1986)
- Shcharansky: Hero of Our Time, (1986)
- La grande storia della Seconda Guerra Mondiale (The Second World War, 1989), traduzione di Mario Spinella, Collezione Le Scie, Milano, Arnoldo Mondadori Editore, 1990. - Collana Oscar Storia, Mondadori, 2003.
- Atlas Of British Charities, (1993)
- La grande storia della Prima Guerra Mondiale (First World War, 1994), traduzione di Carla Lazzari, Collezione Le Scie, Milano, Mondadori, 1998, ISBN 978-88-044-0309-8. - Collana Oscar Storia, Mondadori, 2000. [col titolo The First World War: A Complete History, II ed. inglese, 2004]
- The Day the War Ended: May 8 1945, (1995)
- Jerusalem in the Twentieth Century, (1996)
- The Boys, Triumph Over Adversity: The Story of 732 Young Concentration Camp Survivors, (1996)
- A History of the Twentieth Century, Volume One: Empires in Conflict, 1900-1933, (1997)
- Holocaust Journey: Travelling in Search of the Past, (1997)
- Israel, A History, (1998)
- A History of the Twentieth Century, Volume Two: Descent into Barbarism, 1933-1951, (1999)
- A History of the Twentieth Century, Volume Three: Challenge to Civilisation, 1952-1999 (1999)
- Mai più. Una storia dell'Olocausto (Never Again: A History of the Holocaust, 2000), traduzione di Marta Fornasier, Sandro Chierici, Daria Rescaldani e Giampaolo Brancato, Collana Libri illustrati, Milano, Rizzoli, 2000, ISBN 978-88-17-86454-1.
- Il secolo degli Ebrei (From The Ends of the Earth: The Jews in the Twentieth Century, 2001), traduzione di M. Bosonetto e C. Ferri, Roma, Gribaudo, 2002, ISBN 978-88-8058-245-8.
- History of the Twentieth Century, (2001) [edizione condensata dei 3 volumi sulla storia del XX secolo pubblicati tra il 1997 e il 1999]
- Carissima zia Fori... La storia del popolo ebraico raccontata in 140 lettere (Letters to Auntie Fori: The 5000-Year History of the Jewish People and their Faith, 2002), traduzione di D. Bertucci, Collana Saggi n.25, Roma, Carocci, 2004, ISBN 978-88-430-2874-0.
- I giusti. Gli eroi sconosciuti dell'Olocausto (The Righteous: The Unsung Heroes of the Holocaust, 2002), Città Nuova, 2007, ISBN 978-88-31-17492-3.
- (DE)  Geistliche als Retter – auch eine Lehre aus dem Holocaust, 2003 [The Christian Clergy as Rescuers: A Holocaust Imperative] Tübingen: Mohr Siebeck, 2003 ISBN 978-3-16-148229-8.
- D-Day, (2004).
- 9 novembre 1938. La notte dei cristalli ( Kristallnacht: Prelude to Destruction, 2006), traduzione di G. Cursoli, Collana I giorni che hanno cambiato il mondo, Milano, Corbaccio, 2008, ISBN 978-88-797-2859-1.
- The Somme: Heroism and Horror in the First World War, (2006).
- The Story of Israel, 2008
- Atlas of the Second World War, 2009
- In Ishmael's House: A History of the Jews in Muslim Lands, New Haven, CT: Yale University Press, 2010, ISBN 978-0-300-16715-3.